# Percy Stallard
Percy Thornley Stallard (* 19. Juli 1909 in Wolverhampton; † 11. August 2001) war ein britischer Radrennfahrer und nationaler Meister im Radsport.

## Sportliche Laufbahn
Stallard war im Straßenradsport aktiv. Er begann im Wolverhampton Wheelers Cycling Club mit dem Radsport. 1927 bestritt er sein erstes Rennen und war auf Anhieb erfolgreich.
Stallard belegte bei den Straßenradsport-Weltmeisterschaften 1934 beim Sieg von Kees Pellenaers als bester Brite den 7. Platz im Amateurrennen. 1933 wurde er 12. und 1935 11. in den Weltmeisterschaftsrennen. 1944 gewann er die Meisterschaft des Verbandes B.L.R.C. vor Ernie Clements. 1939 war er Vize-Meister im Titelrennen des Verbandes N.C.U. geworden.

## Berufliches
Nach seiner aktiven Karriere betrieb er ein Fahrradgeschäft in Breamore.

## Familiäres
Sein Sohn Mick Stallard war ebenfalls als Radrennfahrer aktiv.